# Киферсфельден
Киферсфельден (нем. Kiefersfelden) — община в Германии, в земле Бавария. 
Подчиняется административному округу Верхняя Бавария. Входит в состав района Розенхайм.  Население составляет 6822 человека (на 31 декабря 2010 года). Занимает площадь 36,72 км².

## Фотографии

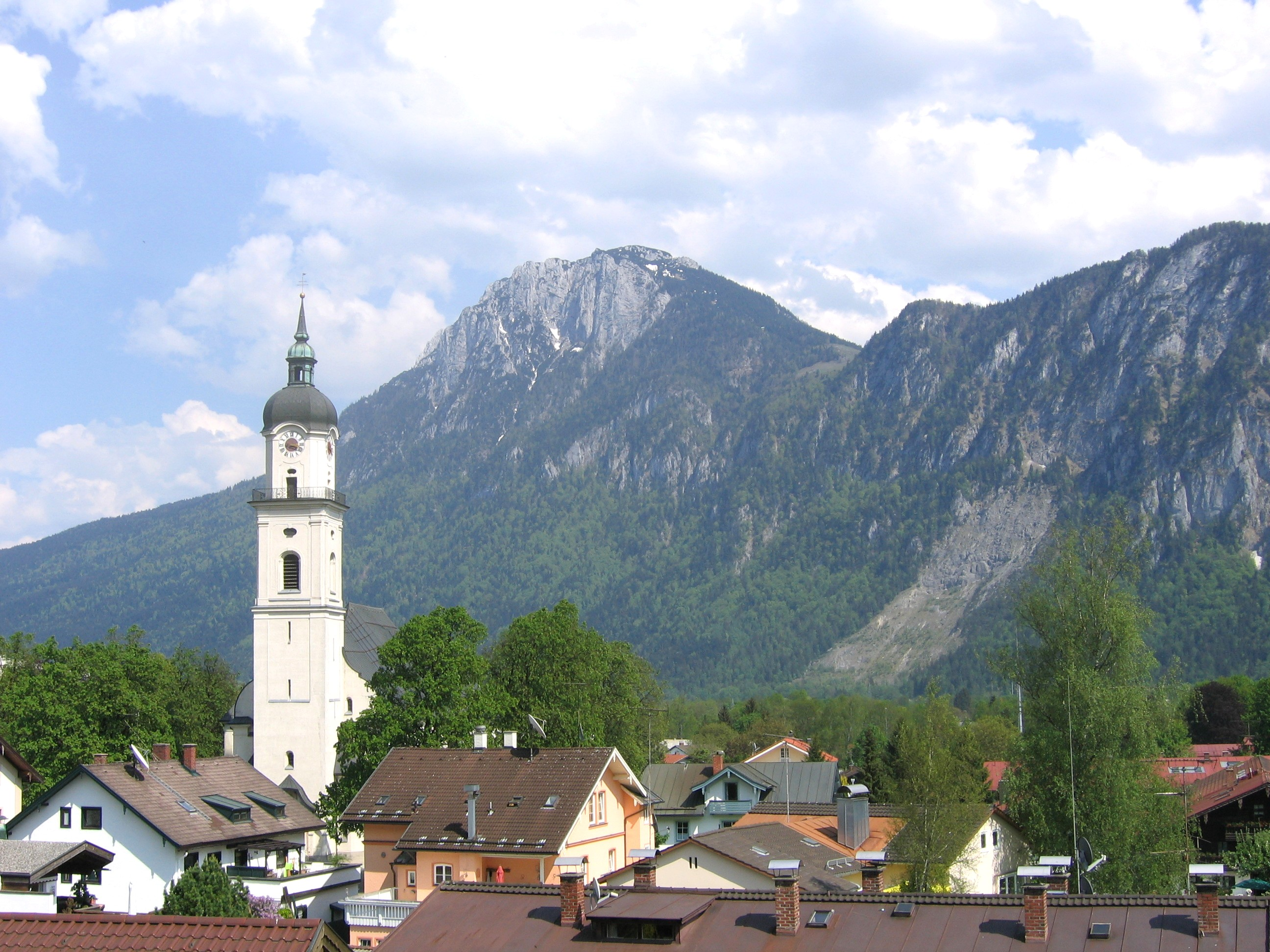
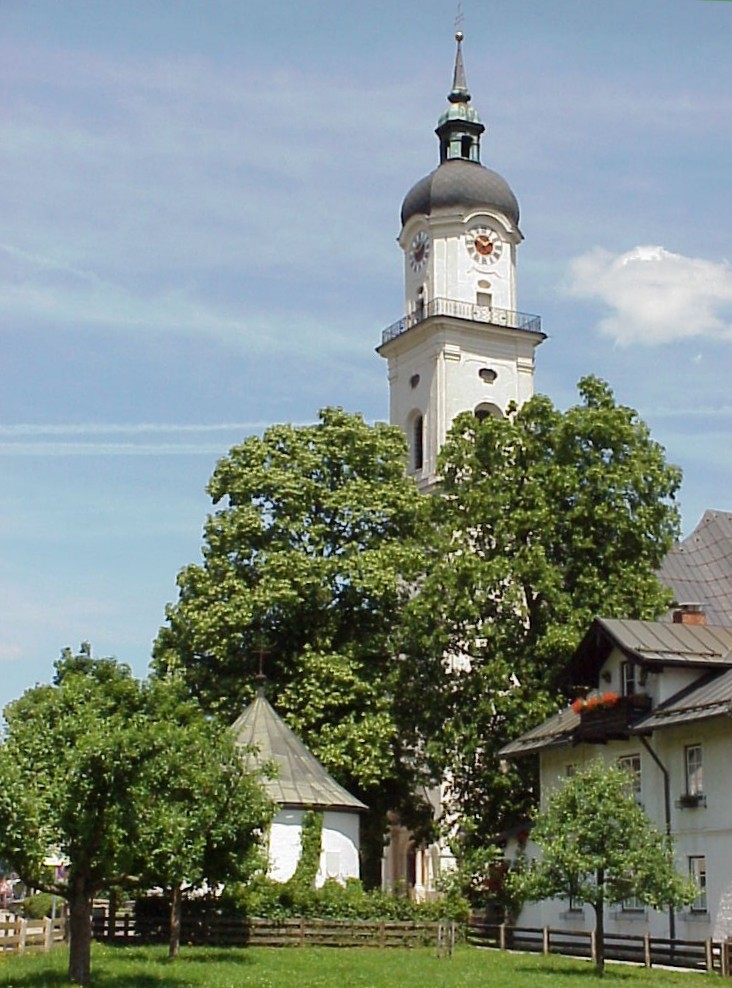
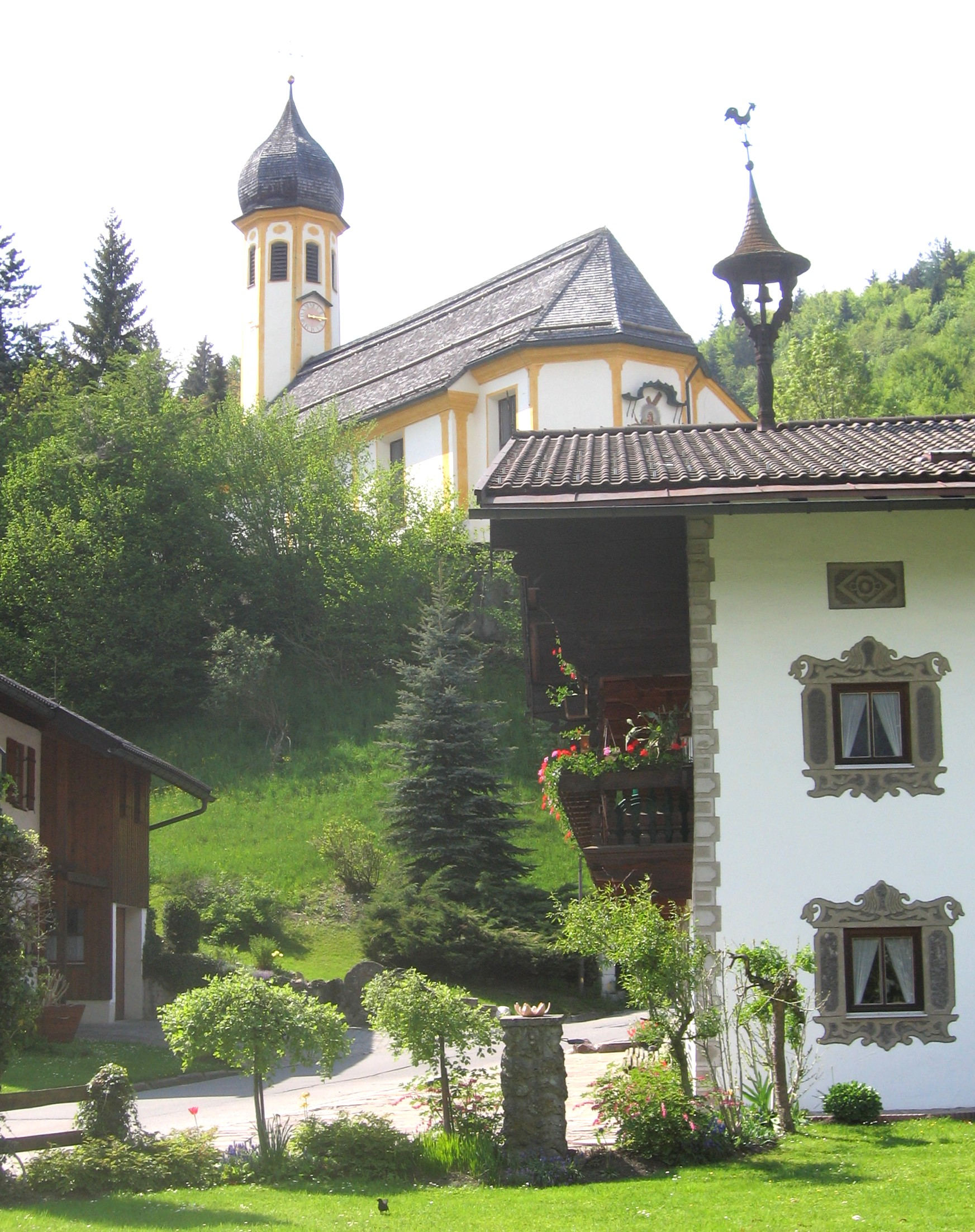
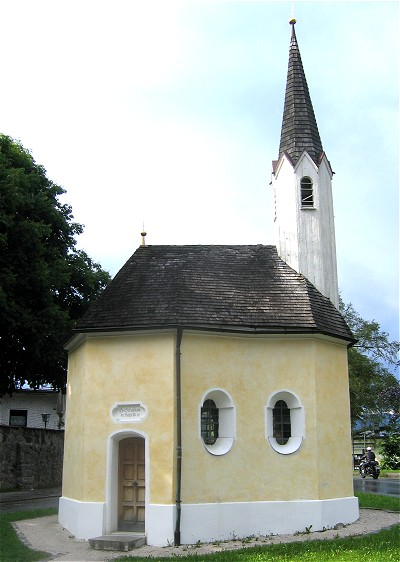
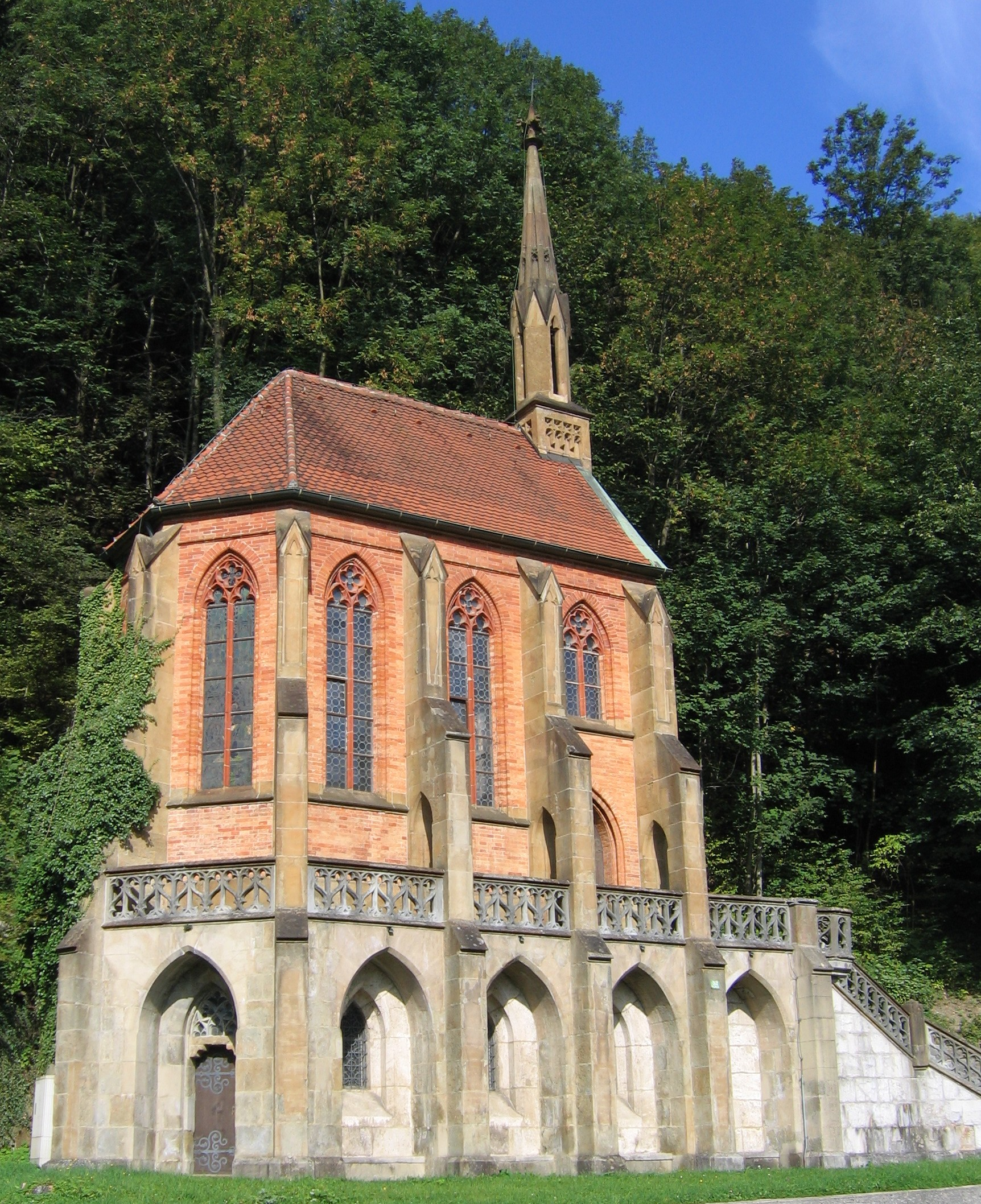
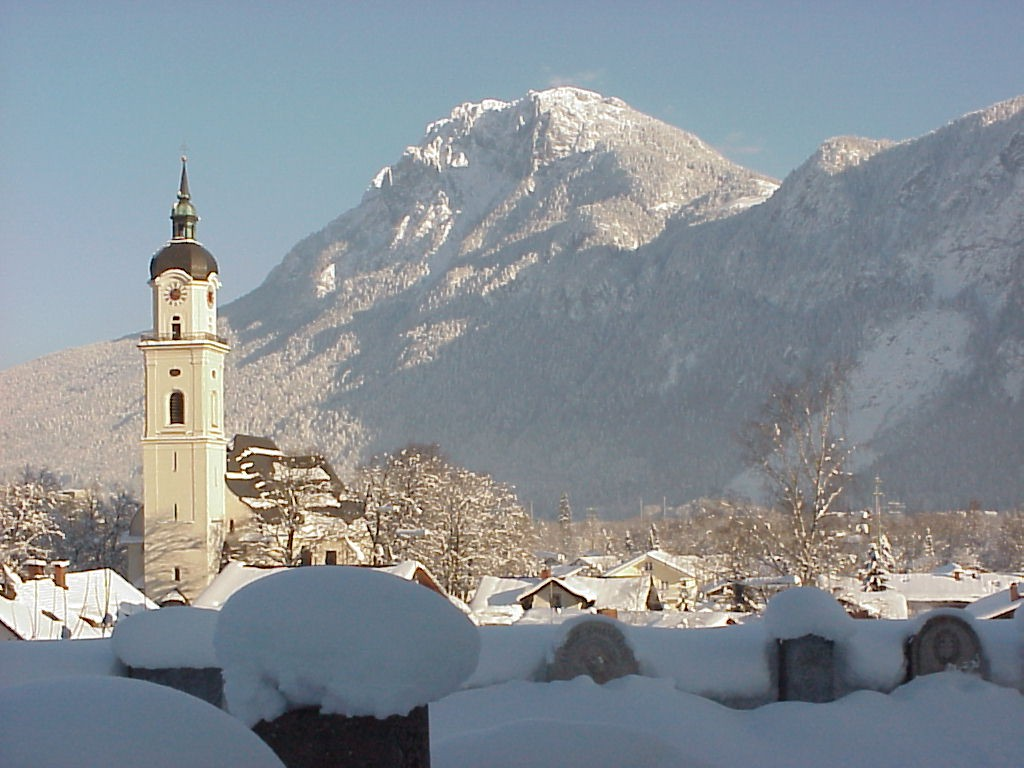
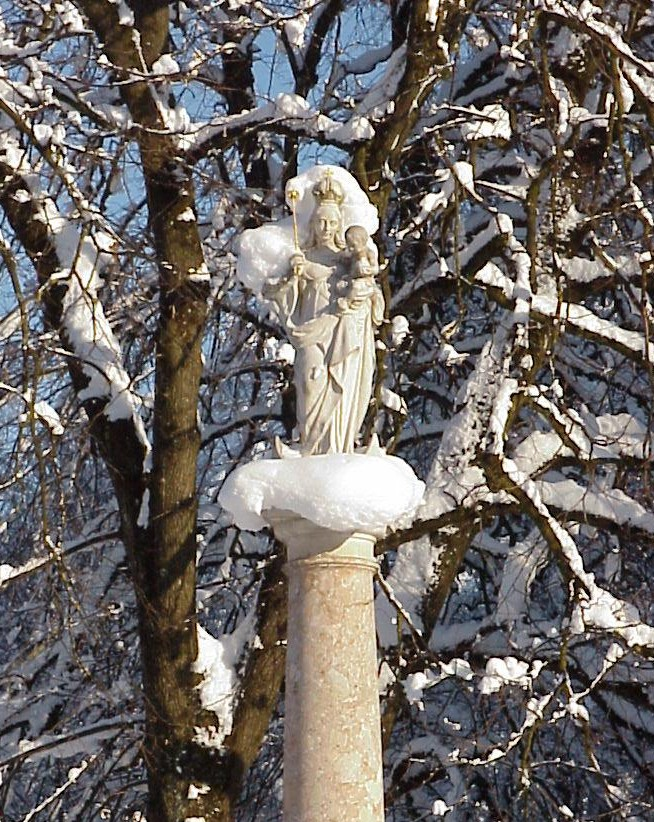
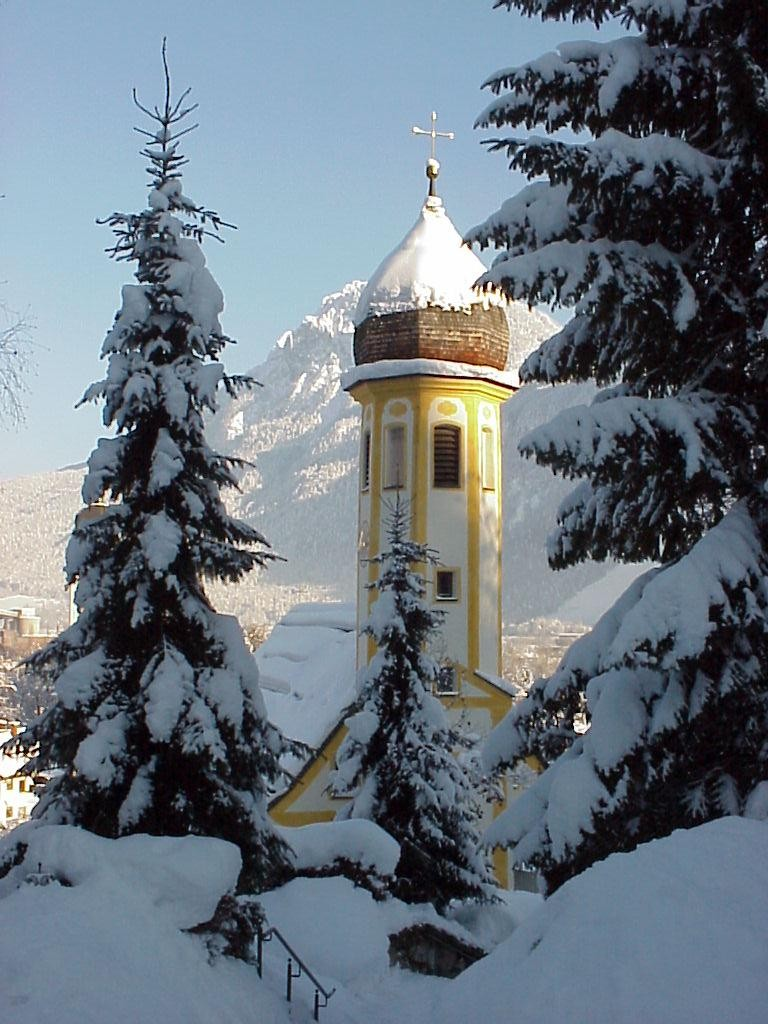
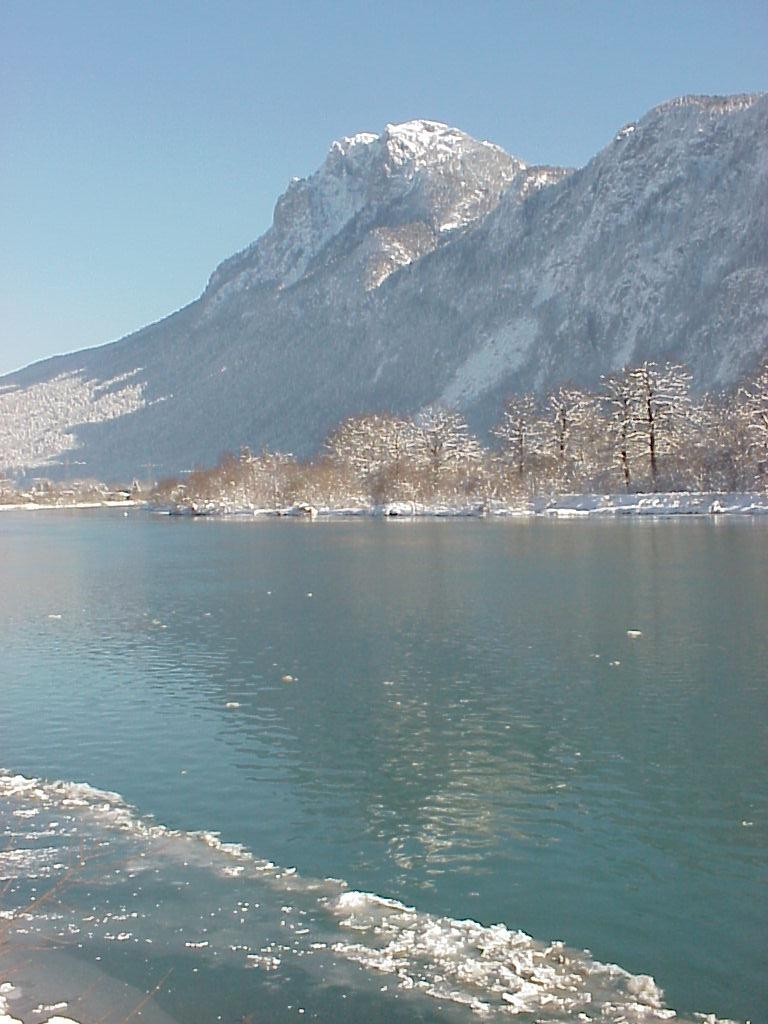